# Sarnau (Lahntal)
Sarnau ist ein Ortsteil der Gemeinde Lahntal im mittelhessischen Landkreis Marburg-Biedenkopf. Der Ort liegt an der Lahn und schließt direkt östlich an den Nachbarort Goßfelden an.

## Geschichte

### Ortsgeschichte
Sarnau wurde schon sehr früh besiedelt, wahrscheinlich in vorchristlicher Zeit. Der keltische oder auch slawische Ortsname Sarnowa bedeutet „Rehaue“ bzw. „Rehwiese“. Die älteste bekannte schriftliche Erwähnung von Sarnau erfolgte unter dem Namen Sarnouwa wird in die Zeit 1200–1220 datiert. Eine frühe Kapelle wurde 1704 durch eine Fachwerkkirche ersetzt.
Im Zuge der Gebietsreform in Hessen fusionierten die bis dahin selbständigen Gemeinden  Sarnau  und die Nachgemeinde Goßfelden zum 31. Dezember 1970 freiwillig  zur neuen Gemeinde Lahnfels. Diese wurde jedoch am 1. Juli 1974 kraft Landesgesetz in die erweiterte Großgemeinde Lahntal eingegliedert. Beide Ortsteile bildeten gemeinsam mit fünf weiteren Orten die Großgemeinde Lahntal. Für Sarnau wurde, wie für die übrigen ehemals eigenständigen Gemeinden von Lahntal, ein Ortsbezirk mit Ortsbeirat und Ortsvorsteher nach der Hessischen Gemeindeordnung gebildet.

### Verwaltungsgeschichte im Überblick
Die folgende Liste zeigt die Staaten und Verwaltungseinheiten, denen Sarnau angehört(e):
- vor 1567: Heiliges Römisches Reich, Landgrafschaft Hessen, Amt Wetter (Das Amt Wetter bestand aus den Orten Wetter, Amenau, Oberndorf, Treisbach, Niederasphe, Untersimtshausen, Todenhausen, Melnau, Ober- und Niederrosphe, Niederwetter, Göttingen, Sterzhausen, Warzenbach und Sarnau)[10]
- ab 1567: Heiliges Römisches Reich, Landgrafschaft Hessen-Marburg, Amt Wetter[11]
- 1604–1648: Heiliges Römisches Reich, strittig zwischen Landgrafschaft Hessen-Darmstadt und Landgrafschaft Hessen-Kassel (Hessenkrieg), Amt Wetter
- ab 1648: Heiliges Römisches Reich, Landgrafschaft Hessen-Kassel, Amt Wetter
- ab 1806: Landgrafschaft Hessen-Kassel, Amt Wetter
- 1807–1813: Königreich Westphalen, Departement der Werra, Distrikt Marburg, Kanton Kaldern
- ab 1815: Kurfürstentum Hessen, Amt Wetter[12]
- ab 1821: Kurfürstentum Hessen, Provinz Oberhessen, Kreis Marburg[13][Anm. 2]
- ab 1848: Kurfürstentum Hessen, Bezirk Marburg
- ab 1851: Kurfürstentum Hessen, Provinz Oberhessen, Kreis Marburg
- ab 1867: Königreich Preußen, Provinz Hessen-Nassau, Regierungsbezirk Kassel, Kreis Marburg
- ab 1871: Deutsches Reich,  Königreich Preußen, Provinz Hessen-Nassau, Regierungsbezirk Kassel, Kreis Marburg
- ab 1918: Deutsches Reich, Freistaat Preußen, Provinz Hessen-Nassau, Regierungsbezirk Kassel, Kreis Marburg
- ab 1944: Deutsches Reich, Freistaat Preußen, Provinz Kurhessen, Landkreis Marburg
- ab 1945: Amerikanische Besatzungszone, Groß-Hessen, Regierungsbezirk Kassel, Landkreis Marburg
- ab 1946: Amerikanische Besatzungszone, Hessen, Regierungsbezirk Kassel, Landkreis Marburg
- ab 1949: Bundesrepublik Deutschland, Hessen, Regierungsbezirk Kassel, Landkreis Marburg
- ab 1971: Bundesrepublik Deutschland, Hessen, Regierungsbezirk Kassel, Landkreis Marburg, Gemeinde Goßfelden[Anm. 3]
- ab 1974: Bundesrepublik Deutschland, Hessen, Regierungsbezirk Kassel, Landkreis Marburg-Biedenkopf, Gemeinde Lahntal[Anm. 4]
- ab 1981: Bundesrepublik Deutschland, Hessen, Regierungsbezirk Gießen, Landkreis Marburg-Biedenkopf, Gemeinde Lahntal

### Gerichte seit 1821
Mit Edikt vom 29. Juni 1821 wurden in Kurhessen Verwaltung und Justiz getrennt. In Marburg wurde der Kreis Marburg für die Verwaltung eingerichtet und das Landgericht Marburg war als Gericht in erster Instanz für Sarnau zuständig. 1850 wurde das Landgericht Marburg in Justizamt Marburg umbenannt.
Nach der Annexion Kurhessens durch Preußen 1866 erfolgte am 1. September 1867 die Umbenennung des bisherigen Justizamtes in Amtsgericht Marburg. Auch mit dem Inkrafttreten des Gerichtsverfassungsgesetzes von 1879 blieb das Amtsgericht unter seinem Namen bestehen.

## Bevölkerung

### Einwohnerstruktur 2011
Nach den Erhebungen des Zensus 2011 lebten am Stichtag dem 9. Mai 2011 in Sarnau 948 Einwohner. Darunter waren 24 (2,5 %) Ausländer.
Nach dem Lebensalter waren 183 Einwohner unter 18 Jahren, 396 zwischen 18 und 49, 255 zwischen 50 und 64 und 147 Einwohner waren älter. Die Einwohner lebten in 408 Haushalten. Davon waren 114 Singlehaushalte, 105 Paare ohne Kinder und 144 Paare mit Kindern, sowie 36 Alleinerziehende und 6 Wohngemeinschaften. In 51 Haushalten lebten ausschließlich Senioren und in 300 Haushaltungen lebten keine Senioren.

### Einwohnerentwicklung
Quelle: Historisches Ortslexikon
- 1502: 10 Männer
- 1577: 14 Hausgesesse
- 1580: 10 Ackerleute, 4 Einläuftige
- 1630: 14 Hausgesesse (3 zweispännige, 4 einspännige Ackerleute, 7 Einläuftige)
- 1681: 12 hausgesessene Mannschaften
- 1747: 24 Haushalte
- 1838: 256 Einwohner (Familien: 23 nutzungsberechtigte, 10 nicht nutzungsberechtigte Ortsbürger, 3 Beisassen)

| Sarnau: Einwohnerzahlen von 1800 bis 2020 | Sarnau: Einwohnerzahlen von 1800 bis 2020 | Sarnau: Einwohnerzahlen von 1800 bis 2020 | Sarnau: Einwohnerzahlen von 1800 bis 2020 | Sarnau: Einwohnerzahlen von 1800 bis 2020 |
| --- | ----------------------------------------- | ----------------------------------------- | ----------------------------------------- | ----------------------------------------- |
| Jahr |                                           |                                           |                                           | Einwohner                                 |
| 1800 | 1800                                      |                                           | ?                                         | ?                                         |
| 1834 | 1834                                      |                                           | 243                                       | 243                                       |
| 1840 | 1840                                      |                                           | 277                                       | 277                                       |
| 1846 | 1846                                      |                                           | 279                                       | 279                                       |
| 1852 | 1852                                      |                                           | 287                                       | 287                                       |
| 1858 | 1858                                      |                                           | 273                                       | 273                                       |
| 1864 | 1864                                      |                                           | 315                                       | 315                                       |
| 1871 | 1871                                      |                                           | 286                                       | 286                                       |
| 1875 | 1875                                      |                                           | 295                                       | 295                                       |
| 1885 | 1885                                      |                                           | 303                                       | 303                                       |
| 1895 | 1895                                      |                                           | 385                                       | 385                                       |
| 1905 | 1905                                      |                                           | 414                                       | 414                                       |
| 1910 | 1910                                      |                                           | 462                                       | 462                                       |
| 1925 | 1925                                      |                                           | 501                                       | 501                                       |
| 1939 | 1939                                      |                                           | 536                                       | 536                                       |
| 1946 | 1946                                      |                                           | 688                                       | 688                                       |
| 1950 | 1950                                      |                                           | 712                                       | 712                                       |
| 1956 | 1956                                      |                                           | 706                                       | 706                                       |
| 1961 | 1961                                      |                                           | 756                                       | 756                                       |
| 1967 | 1967                                      |                                           | 792                                       | 792                                       |
| 1980 | 1980                                      |                                           | ?                                         | ?                                         |
| 1990 | 1990                                      |                                           | ?                                         | ?                                         |
| 2000 | 2000                                      |                                           | ?                                         | ?                                         |
| 2011 | 2011                                      |                                           | 948                                       | 948                                       |
| 2014 | 2014                                      |                                           | 928                                       | 928                                       |
| 2020 | 2020                                      |                                           | 935                                       | 935                                       |
| Datenquelle: Historisches Gemeindeverzeichnis für Hessen: Die Bevölkerung der Gemeinden 1834 bis 1967. Wiesbaden: Hessisches Statistisches Landesamt, 1968. Weitere Quellen: LAGIS; Zensus 2011; Gemeinde Lahntal; 2014, 2022 |                                           |                                           |                                           |                                           |

### Historische Religionszugehörigkeit
Quelle: Historisches Ortslexikon
- 1861: 295 evangelisch-lutherisch, ein römisch-katholischer Einwohner
- 1885: 299 evangelische (= 98,68 %), 4 katholische (= 1,32 %) Einwohner
- 1961: 702 evangelische (= 92,86 %), 37 katholische (= 4,89 %) Einwohner

### Historische Erwerbstätigkeit
Quelle: Historisches Ortslexikon
- 1779: Erwerbspersonen: 11 Ackerbauern, 2 Schreiner, 2 Schmiede, 2 Schneider, 1 Weißbinder, 2 Leineweber, 2 Schäfer, 7 Tagelöhner.
- 1838: Familien: 23 Ackerbau, 3 Gewerbe, 10 Tagelöhner.
- 1961: Erwerbspersonen: 79 Land- und Forstwirtschaft, 148 Produzierendes Gewerbe, 88 Handel und Verkehr, 42 Dienstleistungen und Sonstiges.

## Wirtschaft und Infrastruktur

### Verkehr

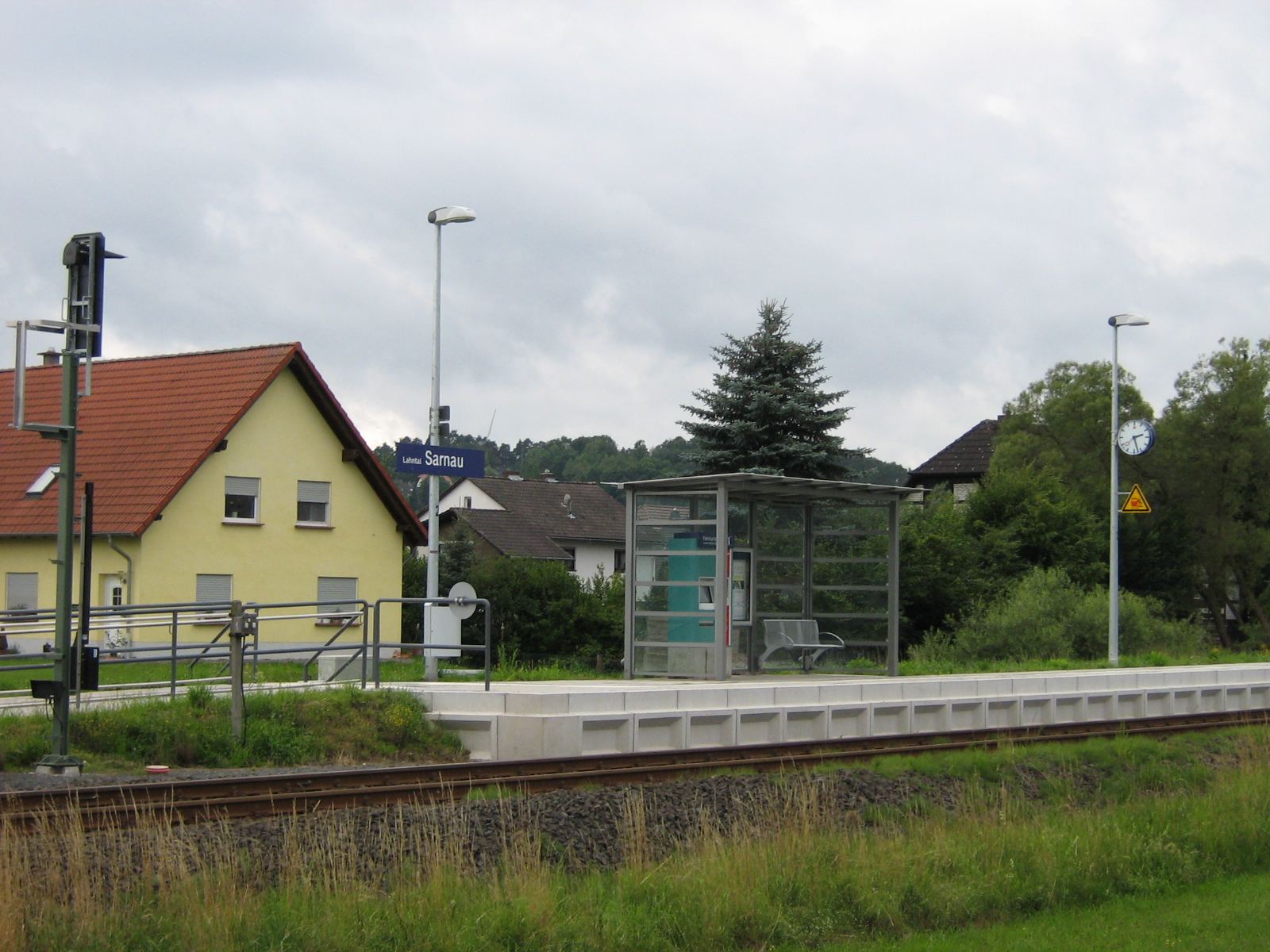
Der Haltepunkt Lahntal-Sarnau (Sommer 2011)

Der in den 1880er Jahren eröffnete Bahnhof Sarnau, in dem die Bahnstrecke Warburg–Sarnau von der Oberen Lahntalbahn abzweigt, liegt außerhalb des Ortskerns nahe dem nordwestlichen Nachbarort Göttingen. Im Juli 2010 wurde er für den Personenverkehr stillgelegt und zum Betriebsbahnhof umgewidmet. Stattdessen wurde am 4. Juli 2010 der Haltepunkt Lahntal-Sarnau eröffnet, der direkt am Ortsrand liegt. Außerdem führt nördlich des Dorfes die Bundesstraße 62 vorbei. Im Nachbarort Göttingen endet die Bundesstraße 252, die über Frankenberg (Eder) und Korbach nach Warburg führt. In Cölbe besteht Anschluss an die autobahnähnlich ausgebaute Bundesstraße 3.

### Öffentliche Einrichtungen
Im Ort gibt es ein Dorfgemeinschaftshaus und eine Kindertagesstätte.